# گرابوویتسا (کلادووو)
گرابوویتسا (به صربی: Grabovica) یک منطقهٔ مسکونی در صربستان است که در کلادووا واقع شده‌است. گرابوویتسا ۸۸۰ نفر جمعیت دارد.